# Jean Tschumi
Jean André Tschumi (Plainpalais, 14 febbraio 1904 – 25 gennaio 1962) è stato un architetto svizzero e professore presso la Scuola Politecnica Federale di Losanna.
Seguace del movimento moderno, è noto per aver progetto varie costruzioni per la Sandoz (come il laboratorio e la fabbrica), il quartiere generale della Nestlé (oltre a padiglioni in varie mostre internazionali), la sede centrale della Mutuelle vaudoise e il palazzo che ospita la sede dell'Organizzazione mondiale della sanità.

## Opere

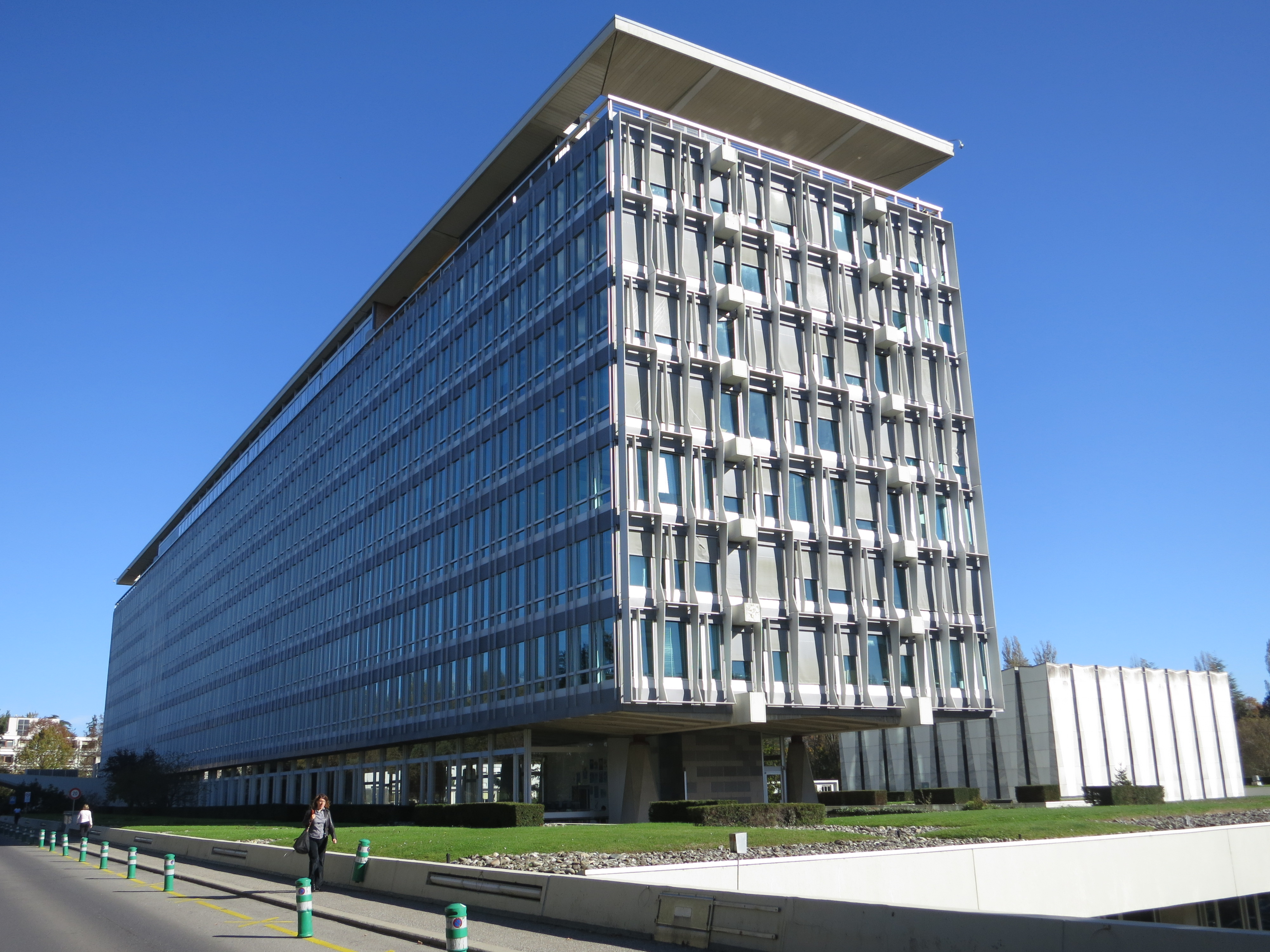
Palazzo dell'Organizzazione mondiale della sanità